# ایپک اردم
ایپک اردم (ترکی استانبولی: Ipek Erdem، زاده ۱۹۸۴) یک بازیگر اهل ترکیه است. او در بورسا زاده شد و از سال ۲۰۰۳ فعالیت خود را آغاز کرد.